# William Jackson Pope
William Jackson Pope (Londra, 31 ottobre 1870 – Cambridge, 17 ottobre 1939) è stato un chimico e cristallografo inglese membro della Royal Society .

## Biografia
Studiò cristallografia insieme a Henry Alexander Miers e ne rimase fin da subito affascinato. In tutte le sue precedenti ricerche, gran parte del suo lavoro fu dedicata alla protezione dei dati cristallografici, con ore e ore trascorse in una camera oscura con in mano un goniometro e fogli da calcolo. Questi studi della materia hanno avuto un'influenza notevole sullo sviluppo di questa disciplina ed hanno sortito un effetto particolare su Pope, il quale si è poi interessato alla stereochimica, ambito nel quale sono stati registrati i suoi maggiori successi.
Dopo una vita di apprendistato, ottenne la cattedra all'Università di Cambridge nel 1908 e morì in quella città nel 1939. È stato socio straniero dell'Accademia Nazionale dei Lincei.